# Wodospad Łomniczki
 Wodospad Łomniczki, kaskady Łomniczki – wodospad górski w Sudetach Zachodnich we wschodniej części Karkonoszy.
Wodospad położony jest na zachodnim zboczu Kotła Łomniczki poniżej Równi pod Śnieżką. Tworzą go spływające potoki łączące się w Łomniczkę, która w górnej części kotła na odcinku 300 metrów tworzy najdłuższy ciąg kaskad w polskich Karkonoszach zwanych Wodospadem Łomniczki. W 1901 pod kaskadami zbudowano schronisko turystyczne, którego jednak nigdy nie otwarto ze względu na lawinę, która zniszczyła je 3 marca tego samego roku.

## Turystyka
W pobliżu wodospadu przebiega  Główny Szlak Sudecki – odcinek  z Karpacza na Równię pod Śnieżką.